# Destripador de Lisboa
El destripador de Lisboa fue un asesino en serie no identificado que, entre 1992 y 1993, asesinó brutalmente a tres prostitutas en Lisboa, Portugal.

## Crímenes
La primera víctima fue Maria Valentina, de 22 años, apodada «Tina», que frecuentaba la zona de las Avenidas Novas, las Avenidas Defensores de Chaves y la Avenida Cinco de Outubro. Fue encontrada el 31 de julio de 1992 en una gran cabaña en Póvoa de Santo Adrião, tendida en un charco de su propia sangre. Había sido estrangulada, destripada, y algunos de sus órganos internos habían sido extraídos.
La segunda víctima, Maria Fernanda, de 24 años, fue encontrada el 27 de enero de 1993 en una gran cabaña en Entrecampos, por trabajadores de la construcción ferroviaria que trabajaban en un puente ferroviario cercano. También fue destripada, y algunos órganos internos habían sido extraídos.
La tercera y última víctima fue Maria João, de 27 años, residente del ghetto de Santo António dos Cavaleiros, que vivía sola con dos gatos. Fue encontrada el 15 de marzo de 1993, cerca de la ubicación de la primera víctima (de la que era amiga). Al igual que las víctimas anteriores, fue destripada, pero esta vez casi todos sus órganos fueron extirpados.
Todas las víctimas eran jóvenes morenas llamadas María, supuestamente prostitutas y drogadictas, y fueron destripadas con un objeto afilado que no era un cuchillo, posiblemente un bisturí.

## Investigaciones

### Primeros asesinatos
Cuando el Servicio de Prevención del Departamento de Homicidios recibió una llamada sobre el primer asesinato, los miembros de la Policía Judicial (PJ) que llegaron a la escena se sorprendieron por la brutalidad del asesinato de María Valentina. El cadáver fue entregado al perito médico forense José Sombreirero, quien afirmó no haber visto nunca tal cosa en treinta años de experiencia. En la investigación posterior, se reveló que la víctima era una prostituta o una drogadicta, conocida desde la infancia como «Tina». A lo largo de 1992, se recibieron numerosas llamadas telefónicas y cartas anónimas sobre el asesinato. Cada una de ellas fue investigada, pero todas carecían de pruebas sólidas. 
El 27 de enero del año siguiente, el Destripador atacó de nuevo, esta vez matando a María Fernanda, cuyo cuerpo fue encontrado por los trabajadores del ferrocarril. Una brigada policial entera fue movilizada, pero nadie dudó que el perpetrador era el mismo: el cuerpo había sido destrozado, con los mismos órganos extraídos y cerca de la misma área. Esta vez, el asesino también le había cortado los pechos en la cabaña de Entrecampos. En la investigación de PJ, se reveló que, como la primera víctima, Fernanda era una prostituta. 

### Policía Judicial (PJ)
La PJ abrió el caso el 3 de enero de 1993 después de la muerte de María Fernanda, investigando tanto su pasado como el de Valentina. Seis hombres trabajaron veinticuatro horas al día en el mismo caso y a veces incluso con el apoyo del departamento de tráfico de drogas, que destinó a empleados de su brigada de vigilancia nocturna. 
«Había pistas entre Lisboa y Cascais sobre varias personas relacionadas con su pasado, pero todo era informal, sin suficientes pruebas para detener o incluso interrogar a nadie», se lamentó el coordinador João de Sousa. La PJ sabía que el asesino en serie (o los asesinos en serie) volvería a asesinar y pronto, pero no tenía pistas para acusar a nadie. 
El 15 de marzo, lo que la PJ temía sucedió de nuevo: el Destripador atacó y mató a su tercera víctima, Maria João. Había sido mutilada de la misma manera que Fernanda y Valentina, pero esta vez, todos sus órganos habían sido extraídos. Como las otras víctimas, ella también era una prostituta o una drogadicta. 
Sin embargo, se encontraron pocas o ninguna prueba en la escena del crimen: no había sangre (excepto de las víctimas), pelo, huellas de pies, huellas dactilares o material de guantes. La policía tenía algunos sospechosos, pero ninguna prueba contra ellos.

## Perfil del destripador
El forense José Sombrereiro, al examinar sus crímenes, determinó que el Destripador era probablemente un hombre solitario, sin relación con sus víctimas y muy probablemente fuera de toda sospecha. Sus crímenes podían considerarse «perfectos», ya que no había pistas de ningún posible culpable. 
El Destripador probablemente dejó a sus víctimas inconscientes con fuertes golpes en la cabeza, algo que probablemente había practicado, y luego arrancó el corazón, el hígado y los pulmones, persistiendo alrededor de los cuerpos pero sin dejar rastro. Mantenía los rostros de sus víctimas intactos, sin limpiar nunca la sangre. Los tres crímenes se cometieron de noche (probablemente al amanecer, lo que explica la ausencia de testigos).

## Sospechosos
El 30 de noviembre de 2011, diecinueve años después de los asesinatos, un sospechoso, José Pedro Guedes, de 46 años, hizo que su nombre fuera propuesto por su hijo Joel, de veintiún años, que había solicitado aparecer en el reality show A Casa dos Segredos 2. En el programa, los concursantes son encerrados durante diez semanas en una casa, y cada concursante tiene que ocultar un secreto mientras que todos los demás tienen que tratar de descubrirlo; el secreto con el que Joel se presentó fue «Soy el hijo del Destripador de Lisboa». Esta información despertó las sospechas de la Policía Judicial. Antes de su detención, José Guedes confesó los detalles de los asesinatos a la edición online del periódico Sol. 
Aunque no pudo ser juzgado por los asesinatos del Destripador de Lisboa, ya que estos habían prescrito en virtud de la ley de prescripción de Portugal en 2008, José Guedes fue detenido preventivamente debido a su posible conexión con el asesinato de Filipa Ferreira en 2000, en Aveiro. Sin embargo, una comparación entre la versión de los hechos del sospechoso y las pruebas encontradas en las escenas del crimen reveló que José Guedes no era el Destripador de Lisboa. La Policía Judicial comparó la huella de la palma que el Destripador había dejado en un cartón de leche con la de Guedes, y se dio cuenta de que no coincidían. En su versión de los hechos, José Guedes dijo que no tenía coche y que solía hacer autostop hasta Lisboa con amigos, volviendo en autobús a las doce o a la una de la mañana. Sin embargo, una prostituta había informado a las autoridades que había oído a una de las víctimas del Destripador llorando a la 1 de la madrugada. Guedes no pudo ser condenado por los asesinatos de Lisboa, pero aun así fue detenido en espera de nuevas investigaciones sobre el asesinato en Aveiro. En 2013, José Guedes fue liberado por falta de pruebas.

## Otros delitos
Hubo otras dos presuntas prostitutas encontradas muertas en la misma región. Entre 1993 y 1997, hubo también cuatro asesinatos similares en los Países Bajos, la República Checa, Dinamarca y Bélgica. Esto llevó a las autoridades a creer que el Destripador podría ser un conductor de camión de larga distancia, pero, como no se resolvió ninguno de los otros posibles asesinatos, esto sigue siendo una especulación.
Hubo una pista de que el Destripador de Lisboa pudo haber sido un asesino en serie activo en New Bedford, Massachusetts, en 1988, conocido como el Asesino de Carreteras de New Bedford. En marzo de 1993, dos agentes del FBI llegaron a Lisboa después del tercer asesinato. Trajeron fotos e informes de delitos similares cometidos en 1988 en New Bedford, donde hay una gran comunidad portuguesa. Según la teoría del FBI, el asesino era miembro de la comunidad portuguesa en New Bedford, que había abandonado la ciudad y había viajado de regreso a Portugal, donde regresó a trabajar. Unos días después, la PJ arrestó a un sospechoso, pero pronto fue liberado por falta de pruebas. Sin embargo, los cuerpos de las víctimas en Portugal fueron horriblemente mutilados y los de New Bedford no, y dado que los dos agentes finalmente regresaron a los Estados Unidos, no se pudo establecer ninguna conexión, y la identidad de ese asesino sigue siendo desconocida.[cita requerida]

## Enjuiciamiento
En 2005 entró en vigor la prescripción de los asesinatos de las otras dos prostitutas en 1990. Sin embargo, investigaciones posteriores de la PJ concluyeron que, aunque había similitudes entre los delitos, sólo encontraron pruebas para conectar los tres asesinatos de 1992 a 1993.
Incluso si se descubre al asesino en el futuro, no puede ser juzgado o encarcelado, porque según el Código Penal de Portugal, el estatuto de limitaciones entra en vigor quince años después del crimen.

## En los medios
En 1996, Francisco Moita Flores escribió un guion para una serie titulada Polícias, que retrataba a la policía judicial investigando las muertes causadas por un asesino similar. El primer episodio de la serie, rebautizado como «Cidade Despida» y emitido en RTP1 en 2010, informaba sobre la vida cotidiana de la brigada de PJ, incluyendo casos como el del ciclista Pedro Lopes y el modus operandi del Destripador. El único elemento ficticio de esta adaptación fue que el criminal fue capturado.